# 월성중학교
월성중학교(月城中學校)는 대한민국 경상북도 경주시 충효동에 있는 사립 중학교이다.

## 학교 연혁
- 1953년 1월 13일 : 학교법인 수송학원 설립
- 1961년 4월 3일 : 월성중학교 설립(12학급)
- 1961년 4월 3일 : 초대 교장 김경제 선생 취임
- 2022년 3월 2일 : 제9대 권종훈 교장 취임
- 2024년 2월 7일 : 제63회 졸업식 거행(총 졸업생수 13,366명)

## 참고 자료
- 월성중학교 - 한국교육학술정보원 학교알리미